# Fluminicola columbiana
Fluminicola columbiana е вид коремоного от семейство Lithoglyphidae.

## Разпространение
Видът е разпространен в САЩ.